# Wyżnia Poślednia Przełączka
Wyżnia Poślednia Przełączka (słow. Jordánova štrbina, niem. Jordánscharte, węg. Jordán-rés) – przełęcz w słowackich Tatrach Wysokich, w długiej bocznej grani odchodzącej od Wyżniego Baraniego Zwornika. Znajduje się pomiędzy Poślednią Turnią na południowym wschodzie a Zębatą Turnią na północnym zachodzie. Spod przełęczy do Doliny Pięciu Stawów Spiskich opada Żleb Breuera. Żleb ten znajduje się pomiędzy południowo-zachodnią ścianą Pośledniej Turni a Zębatymi Kopiniakami w żebrach Zębatej Turni.
Na przełęcz nie prowadzą żadne znakowane szlaki turystyczne, dostępna jest jedynie dla taterników. Najdogodniejszą drogą taternicką jest początkowy odcinek Drogi Jordána na Łomnicę, wiodący od Schroniska Téryego przez Klimkowy Żleb, Pośredni Zębaty Przechód w masywie Zębatej Turni i górną część Żlebu Breuera. Od Wyżniej Pośledniej Przełączki Droga Jordána prowadzi dalej trawersem w kierunku Łomnicy. Możliwe jest też wejście na Wyżnią Poślednią Przełączkę żlebem pnącym się z drugiej strony grani – z Miedzianej Kotliny, odgałęzienia Doliny Dzikiej.

## Nazewnictwo
Polska nazwa Wyżniej Pośledniej Przełączki pochodzi od Pośledniej Turni, pod którą się znajduje. Nazwy słowacka, niemiecka i węgierska zostały nadane na cześć węgierskiego taternika Károlya Jordána.

## Historia
Pierwsze wejścia turystyczne:
- Paul Habel, Ludwig Noack i Johann Breuer, 4 sierpnia 1899 r. – letnie,
- Gerhardt Haffner, Alfred Schmidt i Matthias Nitsch, 7 stycznia 1935 r. – zimowe[2].